# Приволье (Бахмутский район)
Приво́лье (укр. Привілля) — село Соледарской городской общине Бахмутского района Донецкой области Украины.
Код КОАТУУ — 1420985705. Население по переписи 2001 года составляет 136 человек. Почтовый индекс — 84532. Телефонный код — 6274.